# Rubus saxonicus
Rubus saxonicus är en rosväxtart som beskrevs av H. Hofm.. Rubus saxonicus ingår i släktet rubusar, och familjen rosväxter. Inga underarter finns listade i Catalogue of Life.